# Opel Admiral
Opel Admiral – nazwa luksusowych samochodów produkowanych przez niemiecki koncern Opel w latach 1937 – 1939 oraz 1964 – 1977.

## Admiral (1937–39)

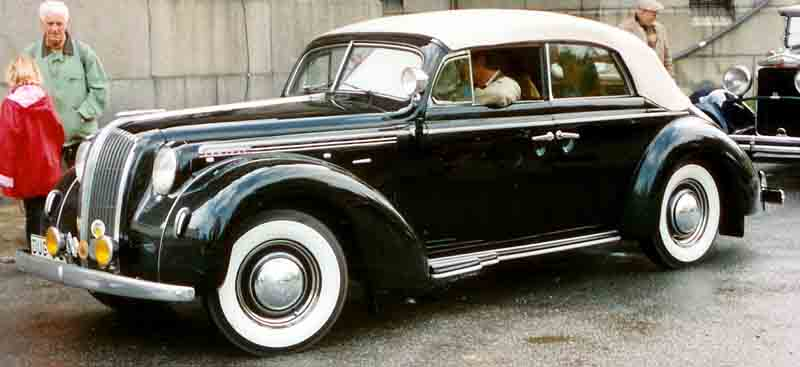
Opel Admiral AD 38 4-Drzwiowy Kabriolet 1938

Pierwsza generacja modelu Admiral została zaprezentowana w roku 1937 w celu rywalizacji z innymi luksusowym samochodami pochodzącymi od firm takich jak: Horch, Mercedes-Benz czy Maybach. Admiral dostępny był jako 4-drzwiowy saloon lub kabriolet. Samochód napędzany był sześciocylindrowym silnikiem rzędowym o pojemności 3,6L. Prędkość maksymalna jaką mógł osiągnąć pojazd to 132 km/h. Produkcja pierwszej wersji Admirala zakończona została w roku 1939 kiedy rozpoczęła się II wojna światowa.

## Admiral A (1964–68)
W roku 1964 Opel wprowadził rodzinę modeli określaną nazwą KAD (Kapitän, Admiral, Diplomat). Admiral znajdował się pomiędzy pozostałymi dwoma modelami pod względem wyposażenia. Do napędu służył 2,6 litrowy sześciocylindrowy silnik rzędowy osiągający moc 100 PS/99 hp co gwarantowało prędkość maksymalną równą 158 km/h, we wrześniu 1965 dołączył do palety silników motor o pojemności  2,8L generujący 125 PS/123 hp, co pozwalało na osiągnięcie 170 km/h, dostępny był on opcjonalnie. Dodatkowo do napędu mógł służyć pochodzący od Chevroleta silnik V8 o pojemności 4,6L znany z modelu Diplomat.
W latach 1964 – 1968 powstało 55876 egzemplarzy Admirala.

## Admiral B (1969–77)
Admiral B został wdrożony do produkcji w roku 1969, wraz z nowym Kapitänem i Diplomatem. Mimo że produkcji modelu Kapitän zaprzestano w maju roku 1970, Admiral i Diplomat pozostali w niej do roku 1977; w 1978 następcą został Senator.
Przez cały czas produkcji Admiral B dostępny był wyłącznie z 2,8 litrowym sześciocylindrowym silnikiem rzędowym. Dostępny był on z jednogardzielowym gaźnikiem (132 PS/130 hp; Opel Admiral), dwugardzielowym gaźnikiem (145 PS/143 hp; Opel Admiral 2800 S) lub z wtryskiem paliwa (165 PS/163 hp; Opel Admiral E). Do każdego silnika można było wybrać 4-biegową manualną skrzynię biegów lub 3-biegowy automat. Od stycznia 1972 Admiral E dostępny był tylko ze skrzynią automatyczną. W roku 1975 obniżono moc silników by spełniały one nowe normy ekologiczne.
Powstało około 33000 egzemplarzy Admirala B w latach 1969 – 1977.